# Michelle Smith de Bruin
Michelle Smith (n. 16 decembrie 1969, Rathcoole⁠(d), Leinster⁠(d), Irlanda) este o înotătoare irlandeză.
După căsătoria cu Erik de Bruin a purtat numele de "Michelle de Bruin".
Michelle Smith a câștigat de trei ori medalia de aur la Jocurile Olimpice de vară din 1996 în Atlanta, Georgia la probele 400 m mixt, 400 m liber și 200 m mixt și medalia de bronz la 200 m fluture.
Cu aceste rezultate, Michelle este considerată ca una dintre cele mai valoroase sportive irlandeze. Rezultatele neașteptate au făcut loc unor speculații cu privire la dopaj, speculații care au fost confirmate, prin găsirea în sânge a unei concentrații mai mari de testosteron. După doi ani, ea a fost suspendată pe o perioadă de 4 ani, iar recursul ei a fost respins de Federația Internațională de Natație (Fédération Internationale de Natation (FINA)).
În urma acestui eșec, ea a început să studieze dreptul și a absolvit facultatea la "University College Dublin".